# Stenogrammitis ascensionensis
Stenogrammitis ascensionensis là một loài dương xỉ trong họ Polypodiaceae. Loài này được Hieron. Labiak mô tả khoa học đầu tiên năm 2011.